# Qui multum habet, plus cupit
 Qui multum habet, plus cupit лат. (изговор:кви мултум хабет, плус купит). Ко много има, више жели. (Сенека)

## Поријекло изреке
Изрекао у смјени старе у нову еру Римски књижевник, главни представник модерног, „новог стила“ у вријеме Неронове владавине.

## Значење
Човјек и има зато што жели да има више. То је принцип сам по себи. Једно друго обавезују.